# Мбере
Мбере (також мбеере, кімбере) — народ банту в Кенії.
Чисельність — 62 тис. осіб. Цей народ часто включають до складу народу ембу; зі свого боку інші дослідники засвідчують близькість мбере (та ембу) до кікую. Двомовні (кікую) та трьохмовні (суахілі). Рівень писемності — 25-50 %. Додержуються традиційних культів; християн небагато. Про культуру і побут див. кікую.